# Karmeliterkirche Wiener Neustadt

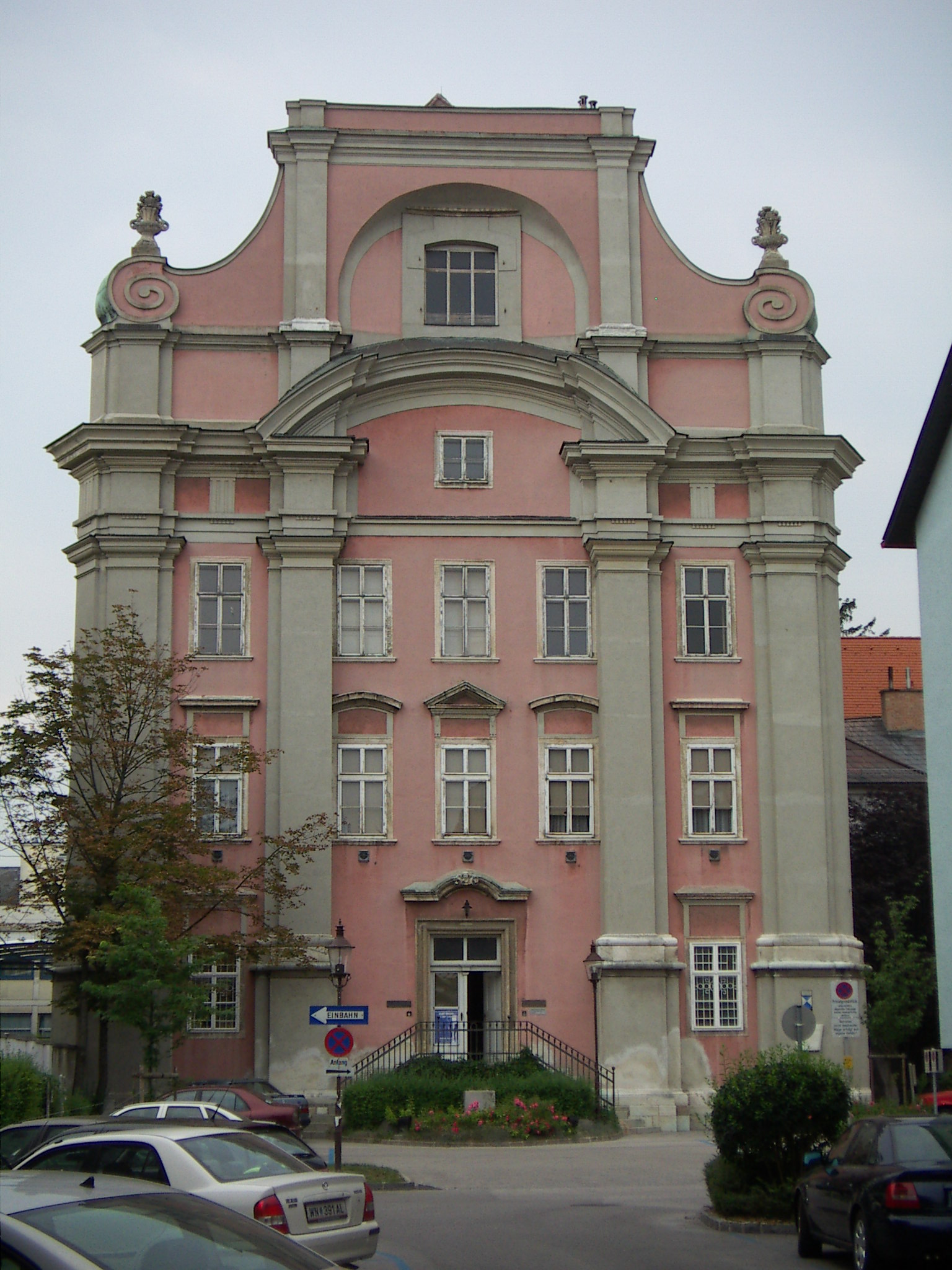
Hauptportalfassade der ehemaligen Karmeliterkirche

Die Karmeliterkirche Wiener Neustadt als Teil eines ehemaligen Karmeliterklosters in Wiener Neustadt wurde 1783 aufgehoben und danach Kirche wie Kloster als Fabrik, Bethaus, Museum und Kino, als Krankenhaus und Wohnhausanlage und für Kunstausstellungen genutzt. Von 2017 bis 2019 wurde der Zentralraum und die Nebengebäude zum City Campus der Fachhochschule Wiener Neustadt ausgebaut, die ehemalige Kirche wird als Bibliothek im Zentrum Wiener Neustadt genutzt. Die Kirchengebäude steht unter Denkmalschutz (Listeneintrag).

## Geschichte
Das ehemalige Kloster in der Nordostecke der ehemals befestigten Altstadt grenzte an die östliche Stadtmauer und steht mit der dominanten Hauptfassade als Blickfang Point de vue in der Sichtachse der Deutschgasse in der eher dörflich bebauten Schlögelgasse. Der ehemals ausgedehnte Klostergarten ist teils mit der Ummauerung erhalten und ist heute mit verschiedenen Gebäuden des Landesklinikum Wiener Neustadt verbaut.
Anfangs bestand wahrscheinlich ab 1241 innerhalb der Nordostecke der 1192 gegründeten Stadt eine Verbauung des Gebietes durch die Deutschordenskommende, welche bei einem Brand im Jahre 1608 unterging. Im Jahre 1673 tauschte der Deutsche Orden das Areal gegen das Möger´sche Freihaus in der Bahngasse 3 und 5.
Im Jahre 1697 erfolgte die Grundsteinlegung der Karmeliterkirche nach den Plänen des Frater Athanasius, bürgerlich der Architekt Martin Wittwer. Die Kirche wurde im Jahre 1718 geweiht und im Jahre 1783 mit dem Kloster aufgehoben. Ab 1787 wurde im Gebäude durch Christoph Andrä und Carl Friedrich Bräunlich eine Seiden- und Samtbänderfabrik eingerichtet. Die Kirche wurde wiederum als Bethaus für die evangelischen Fabriksarbeiter genutzt. Von 1885 bis 1889 erfolgten Umbauten zur Nutzung als Wohnhausanlage. Die Kirche wurde in der 1. Hälfte des 20. Jahrhunderts zu einem Kinosaal Apollo-Kino umgebaut. Im Jahre 1967 wurde der Osttrakt des ehemaligen Klosters zum Verwaltungsgebäude des Landesklinikum Wiener Neustadt umgebaut. Ab dem Jahre 1979 wurde die Kirche von der Stadtgemeinde als Ausstellungssaal für Kunstausstellungen genutzt.
Der Hochaltar der Kirche wurde um 1788 in die Pfarrkirche Altenmarkt an der Triesting übertragen, weitere Altäre und die Kanzel wurden in die Pfarrkirche St. Veit an der Triesting übertragen.

## City Campus
Im Jänner 2016 wurde bekannt, dass von 2017 bis 2019 rund um die Karmeliterkirche ein Campus der Fachhochschule Wiener Neustadt mit einer Gesamtfläche von 14.500 Quadratmetern errichtet werden soll.
Mit Architekt Karl Scheibenreif als ARGE Scheibenreif–Strixner wurde mit einem Umbau das barocke Kirchenschiff weitgehend als Zentralraum freigemacht und als Bibliothek mit Lese- und Studierzonen auch als Hauptraum für Veranstaltungen nutzbar gemacht.